# Fulingmausoleet
Fuling eller Fumausoleet (福陵; Fúlíng; lit. 'Lyckans mausoleum'; Manchu: ᡥᡡᡨᡠᡵᡳᠩᡤᠠ
ᠮᡠᠩᡤᠠᠨ, Möllendorff: hūturingga munggan), även känt som Östra mausoleet (东陵; 東陵; Dōnglíng), är mausoleet efter Nurhaci, grundaren av Senare Jindynastin (i efterhand således erkänd som en kejsare från Qingdynastin) och hans fru, kejsarinnan Xiaocigao. Det fungerade som centralplats för rituella ceremonier utförda av den kejserliga familjen under hela Qingdynastin. Fulingmausoleet ligger i den östra delen av staden Shenyang, Liaoning-provinsen, nordöstra Kina. Sedan år 2000 är Ming- och Qingdynastiernas kejserliga gravar, där Fumausoleet ingår, listade som världsarv av Unesco.

## Arkitektur och plan

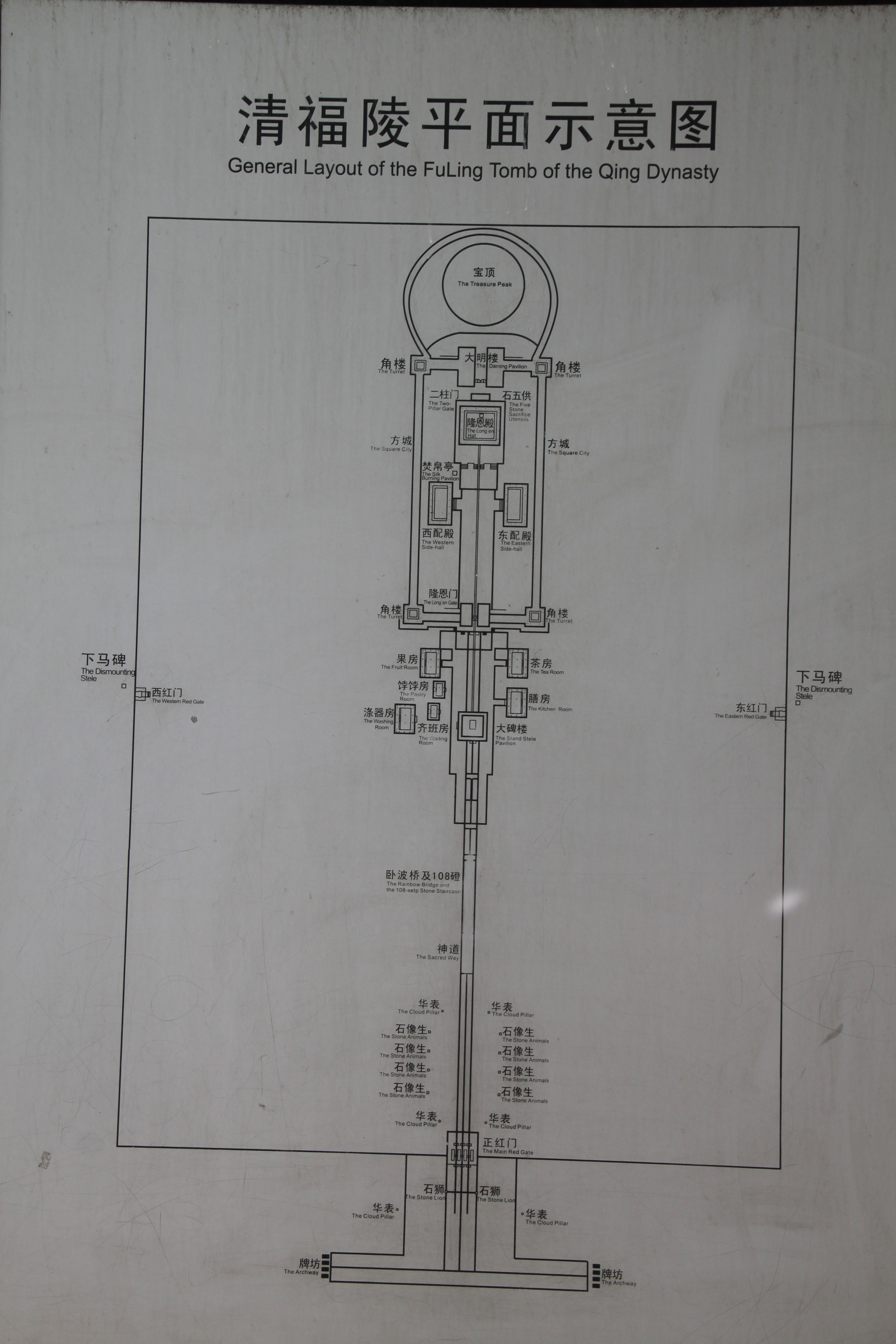
Planritning för Fulingmausoleet.

Mausoleet är ett omfattande arkitektoniskt komplex som täcker en yta av 194 800 kvadratmeter (ca 48 ha) och består av totalt 32 byggnader. Området ligger i NV-SÖ riktning omgivet av gamla tallar och kan delas in i tre olika delar.

### Ingång/entré
Vid ingången till området finns den röda huvudporten (även "den stora vermilionporten") som omges på båda sidor av skulpterade stenlejon, huabiaoer (även kallade shendaozhu, stenkolonner), minnesvalv och stentavlor. På dessa stentavlor är tre sorters kinesiska tecken inristade på manchuiska, mongoliska och kinesiska vilka instruerar besökare att kliva av sina riddjur och fortsätta till fots, eller bli straffade. På de röda väggarna till porten finns skulpterade drakar.

### Heliga vägen
Vid ingången och den röda huvudporten börjar den andra delen - den heliga vägen. På båda sidor av vägen står par av stenlejon, hästar, kameler och tigrar. I slutet av vägen finns 108-stegstrappan som visar den kejserliga maktens suveräna rätt. Trappan är 40 meter lång och 7 meter bred. Här finns stelepaviljong (Tablet pavillion) byggd 1688. I denna finns bland annat Shengonshengde tablet vilken är fem meter hög, dekorerad med drakar och inskriptioner på både manchuriska och kinesiska. Stelepaviljongen omges av flera olika byggnader, fruktrummet (Fruit room), terummet (Tea room), köksrummet (Kitchen room), bakrummet (Pastry room), väntrummet (Waiting room) och tvättrummet (Washing room).

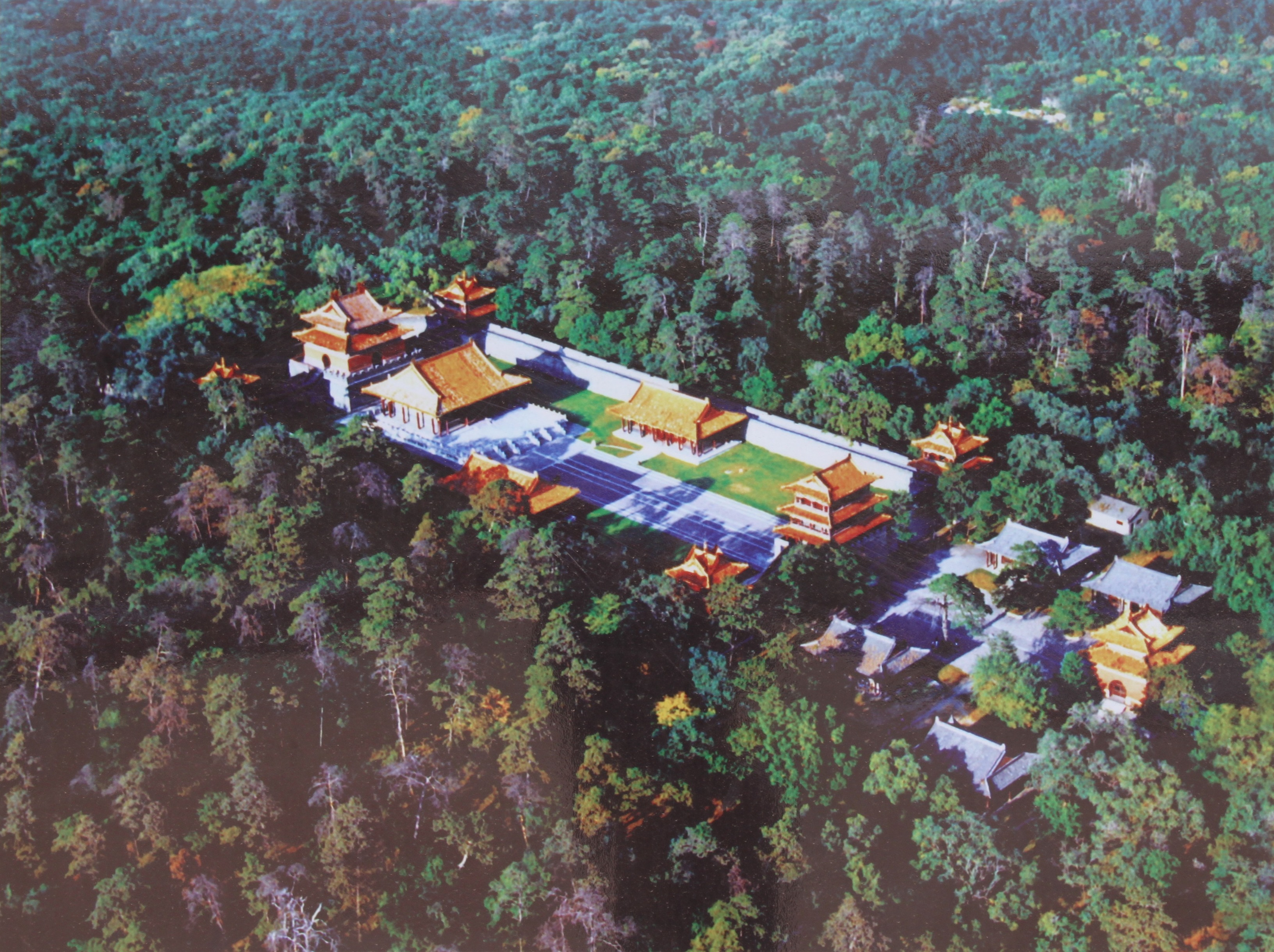
Flygbild över komplexet för Fulingmausoleet.

### Fyrkantiga slottet
Den tredje delen utgörs av det Fyrkantiga slottet (Square castle). Arkitekturen är karakteristisk för Qingdynastin. Den är cirka 5 meter hög. Ingången går genom Long en-porten (Long en gate). I de fyra hörnen står små torn. Här inne finns även den västra och den östra hallen och centralt ligger huvudhallen (Long en hall). Bakom huvudhallen ligger the two pillar gate och the five stones sacrifice utensiles samt ingången (Daming pavillon) till mausoleet som alltså ligger bakom slottet i en halvcirkelformad anläggning (The Crescent City). Den syns som en hög (Treasure Peak, Single Dragon Mount, Dulongfu) täckt av vegetation och kallas Baoslottet eller Skattslottet (Treasure castle, Treasure peak) och under den ligger själva mausoleet med de två gravarna. 

## Historia
Arbetet påbörjades 1629 och avslutades 1651. Vid tiden för byggandet 1929 kallades mausoleet Taizumausoleet eller Sena Khanmausoleet (Late Khan Mausoleum). Den byggdes mot Tianzhuberget. Efter 1651 har ombyggnader skett under kejsarna Kangxi, Qianlong och Jiaqing. År 1929 öppnades området upp som ett besöksmål för allmänheten.